# Laarakkerse Waterleiding
De Laarakkerse Waterleiding is een waterloop ten zuiden van Beers. Deze loopt van de Laarakker bij Haps in westelijke richting en stroomt langs en door de landgoederen Hiersenhof en Ossenbroek in de richting van Tongelaar en omgeving. Uiteindelijk komt ze uit in de Lage Raam. De lengte van de waterloop bedraagt een vijftal km.
In 2009 is een waterbeheersplan uitgevoerd om de verdroging op Tongelaar tegen te gaan, en in 2010 wordt een soortgelijke operatie voor de landgoederen Ossenbroek en Hiersenhof uitgevoerd. Het stroomdal wordt omgevormd tot een ecologische verbindingszone die het Maasdal met de landgoederen verbindt.